# Hochschulen in Niedersachsen und Bremen
Die Liste der Hochschulen in Niedersachsen und Bremen nennt folgende Einrichtungen:

## Bremen
- Universität Bremen, Bremen
- Hochschule Bremen, Bremen (University of applied science)
- Hochschule für Künste Bremen, Bremen (University of the Arts)
- Constructor University, Bremen
- Hochschule für Öffentliche Verwaltung, Bremen
- Hochschule Bremerhaven, Bremerhaven (Bremen)

## Niedersachsen
- Steuerakademie Niedersachsen, Bad Eilsen und Rinteln
- Hochschule für Bildende Künste Braunschweig, Braunschweig
- Ostfalia Hochschule für angewandte Wissenschaften, Salzgitter, Wolfenbüttel, Wolfsburg und Suderburg
- Technische Universität Braunschweig, Braunschweig
- Hochschule 21, Buxtehude
- Technische Universität Clausthal, Clausthal-Zellerfeld
- Hochschule Emden/Leer, Emden und Leer
- Georg-August-Universität Göttingen, Göttingen
- Private Fachhochschule Göttingen, Göttingen
- Fachhochschule für die Wirtschaft, Hannover
- Gottfried Wilhelm Leibniz Universität Hannover, Hannover
- Hochschule für Musik, Theater und Medien Hannover, Hannover
- Hochschule Hannover, Hannover
- Kommunale Hochschule für Verwaltung in Niedersachsen, Hannover
- Medizinische Hochschule Hannover, Hannover
- Tierärztliche Hochschule Hannover, Hannover
- Fachhochschule für Interkulturelle Theologie Hermannsburg, Südheide
- Hochschule für angewandte Wissenschaft und Kunst, Hildesheim, Holzminden und Göttingen
- Norddeutsche Hochschule für Rechtspflege, Hildesheim
- Universität Hildesheim, Hildesheim
- Leuphana Universität Lüneburg, Lüneburg
- Carl von Ossietzky Universität Oldenburg, Oldenburg
- Fachhochschule Ottersberg, Ottersberg
- Hochschule Osnabrück, Osnabrück
- Universität Osnabrück, Osnabrück
- Universität Vechta, Vechta
- Private Hochschule für Wirtschaft und Technik (PHWT), Vechta und Diepholz
- Jade Hochschule, Wilhelmshaven, Oldenburg und Elsfleth

ehemalige Hochschulen:
- Fachhochschule im Deutschen Roten Kreuz, Göttingen
- Evangelische Fachhochschule Hannover, Hannover
- Universität Helmstedt
- Niedersächsische Fachhochschule für Verwaltung und Rechtspflege, Hildesheim
- Fachhochschule Nordostniedersachsen, Lüneburg
- Fachhochschule Oldenburg/Ostfriesland/Wilhelmshaven
- Katholische Fachhochschule Norddeutschland, Osnabrück und Vechta